# Bezirk Aizpute
Der Bezirk Aizpute (Aizputes novads) (deutsch Bezirk Hasenpoth) war ein Bezirk im Westen Lettlands in der historischen Region Kurzeme (Kurland), der von 2009 bis 2021 existierte. Bei der Verwaltungsreform 2021 wurde der Bezirk aufgelöst, seine Gemeinden gehören seitdem zum Bezirk Dienvidkurzeme.

## Geographie
Das Gebiet war ländlich geprägt, mit vielen Sumpfniederungen.

## Bevölkerung
Der Bezirk bestand aus den fünf Gemeinden (pagasts) Aizpute (Land), Cīrava, Kalvene, Kazdanga, Laža und dem Verwaltungszentrum Aizpute (deutsch: Hasenpoth). Im Jahre 2010 zählte der Bezirk Aizpute 11.625 Einwohner, 2020 waren es noch 8057.

## Historische Herrenhäuser und Kirchen

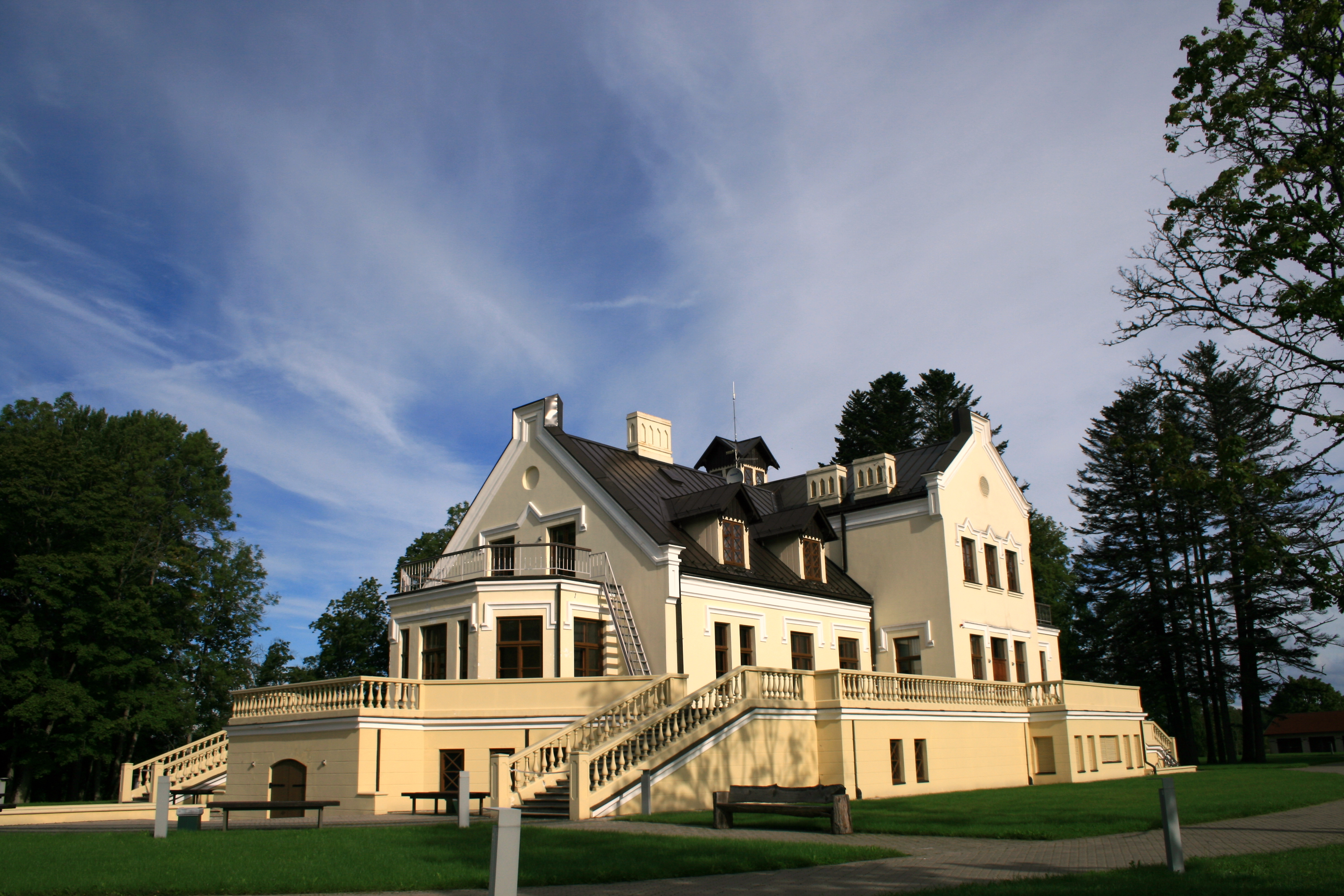
Bojas (Gemeinde Kazdanga): Herrenhaus Bojen, erbaut 1860
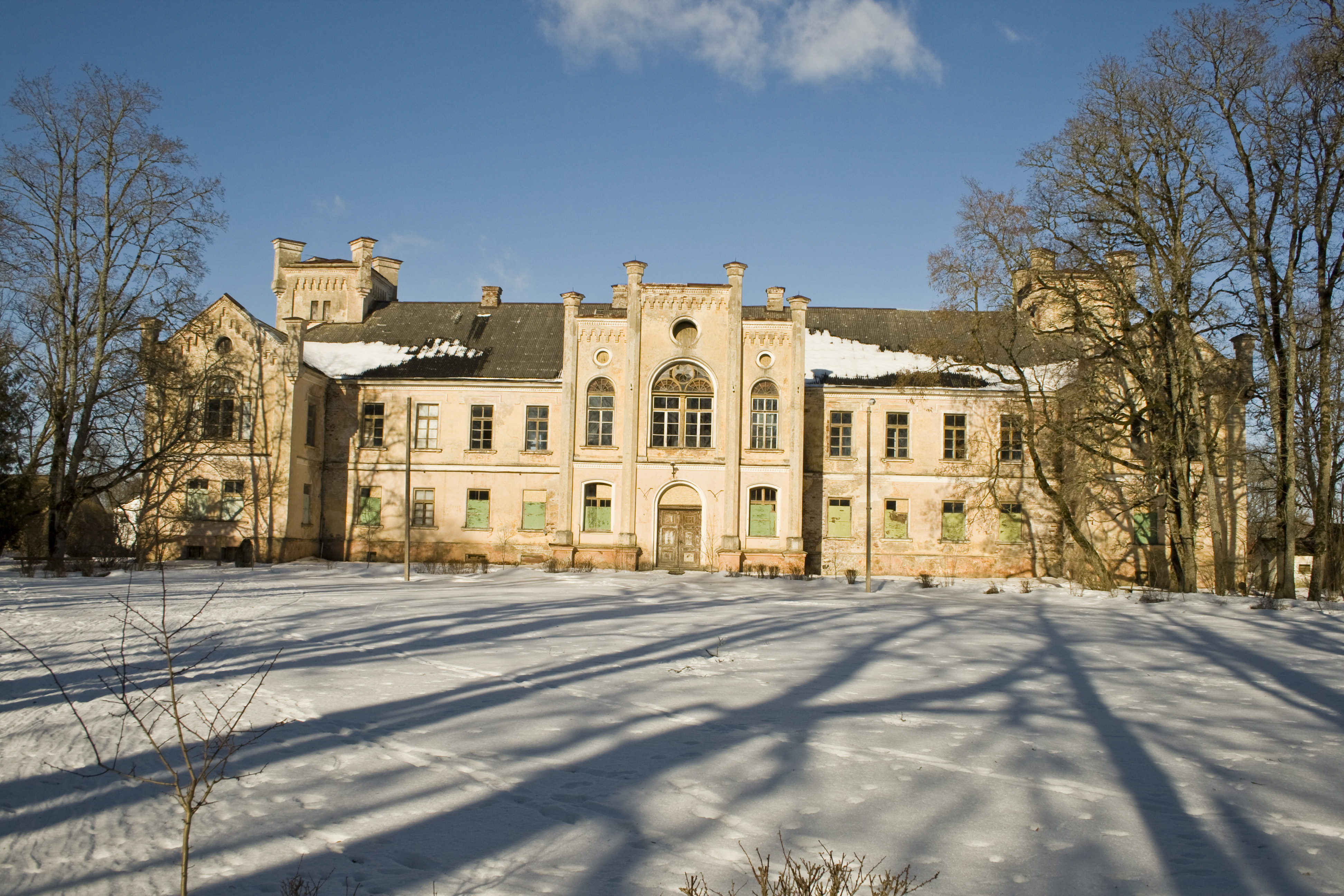
Cīrava: Schloss Zierau, erbaut 1868
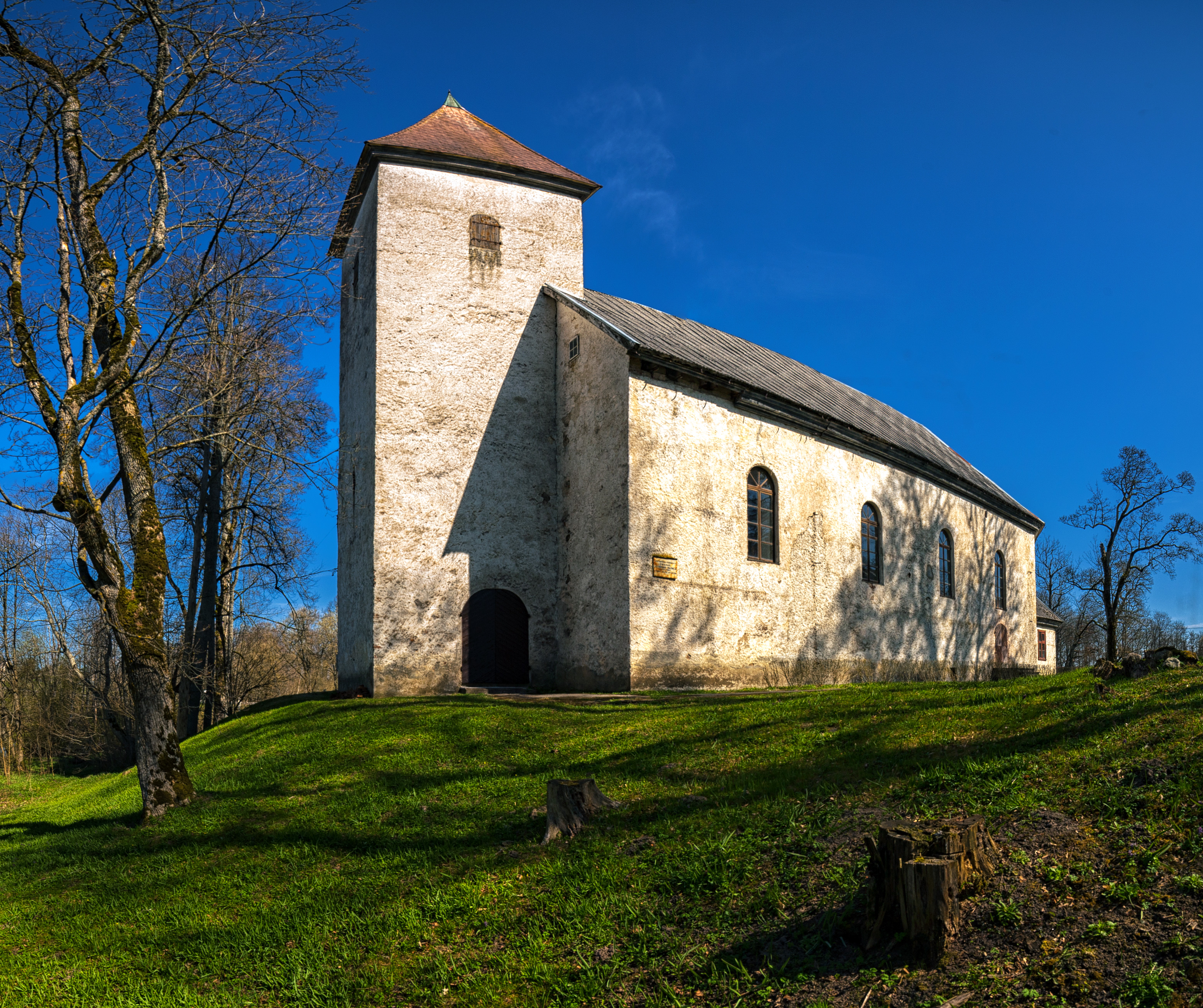
Cīrava: Lutherische Kirche, erbaut 1767
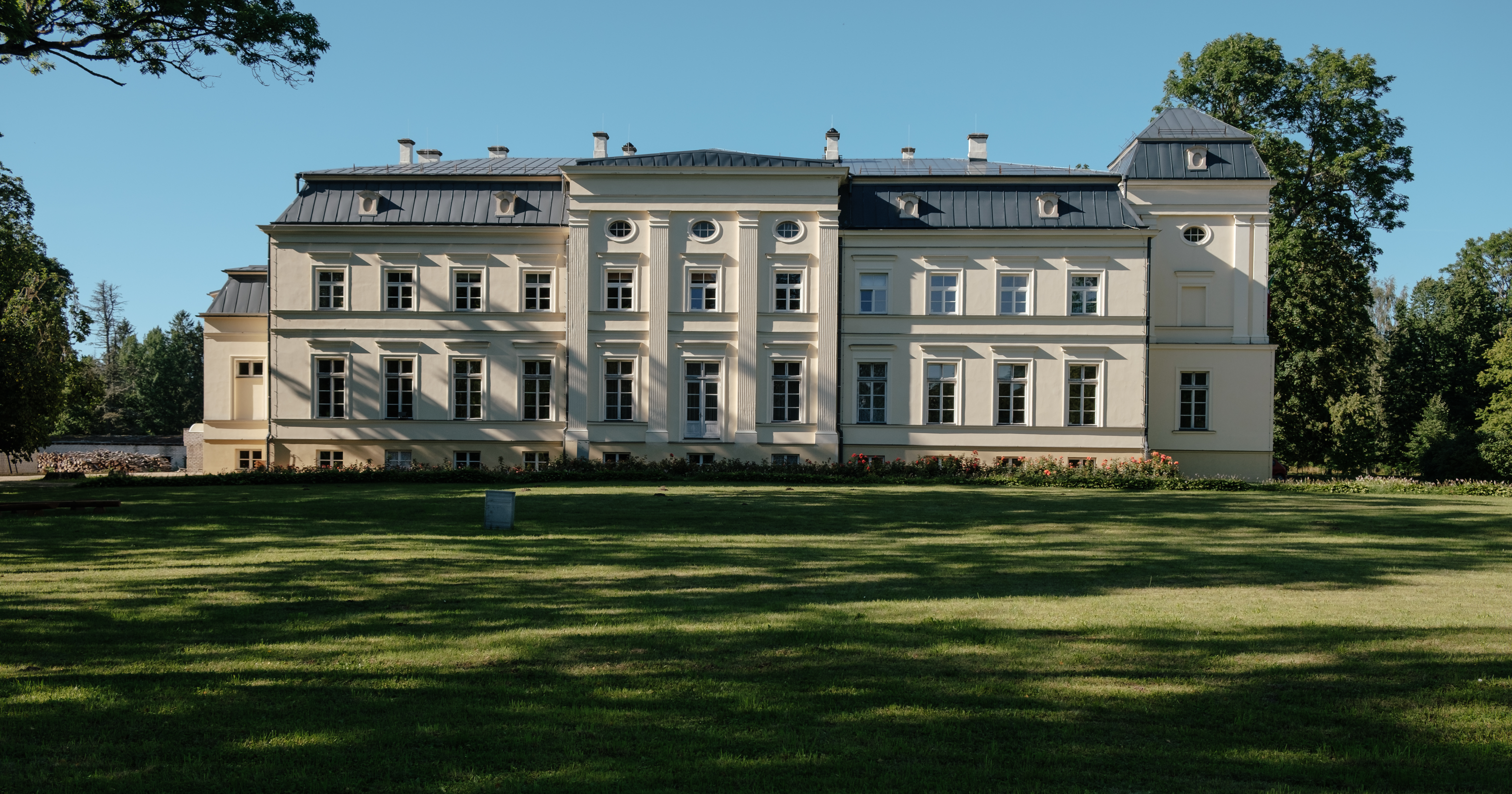
Dzērves skola (Gemeinde Cīrava): Schloss Gross-Dsehrwen, erbaut 1906–1912
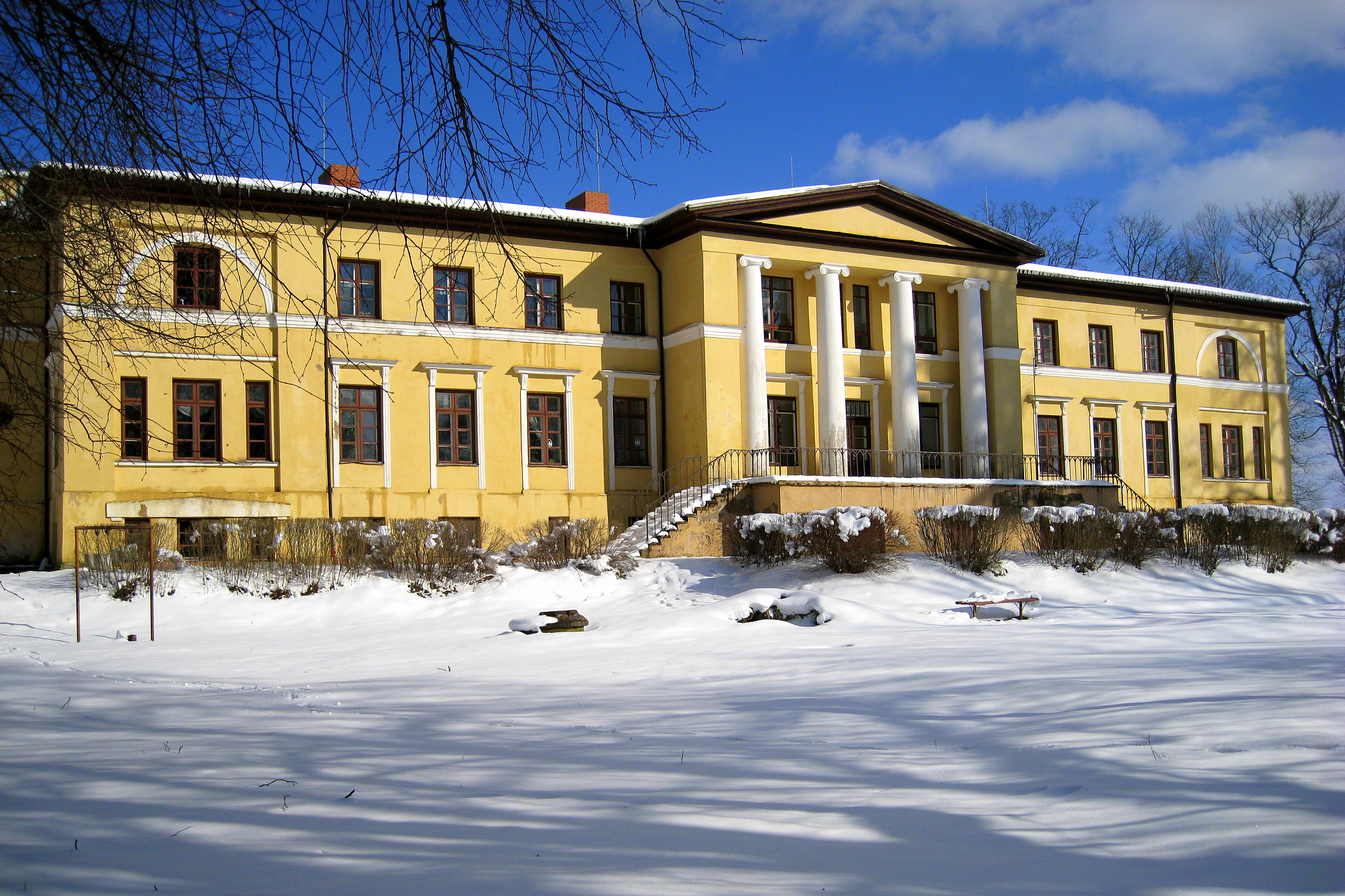
Kalvene: Schloss Tels-Paddern, erbaut in der 1. Hälfte des 19. Jahrhunderts
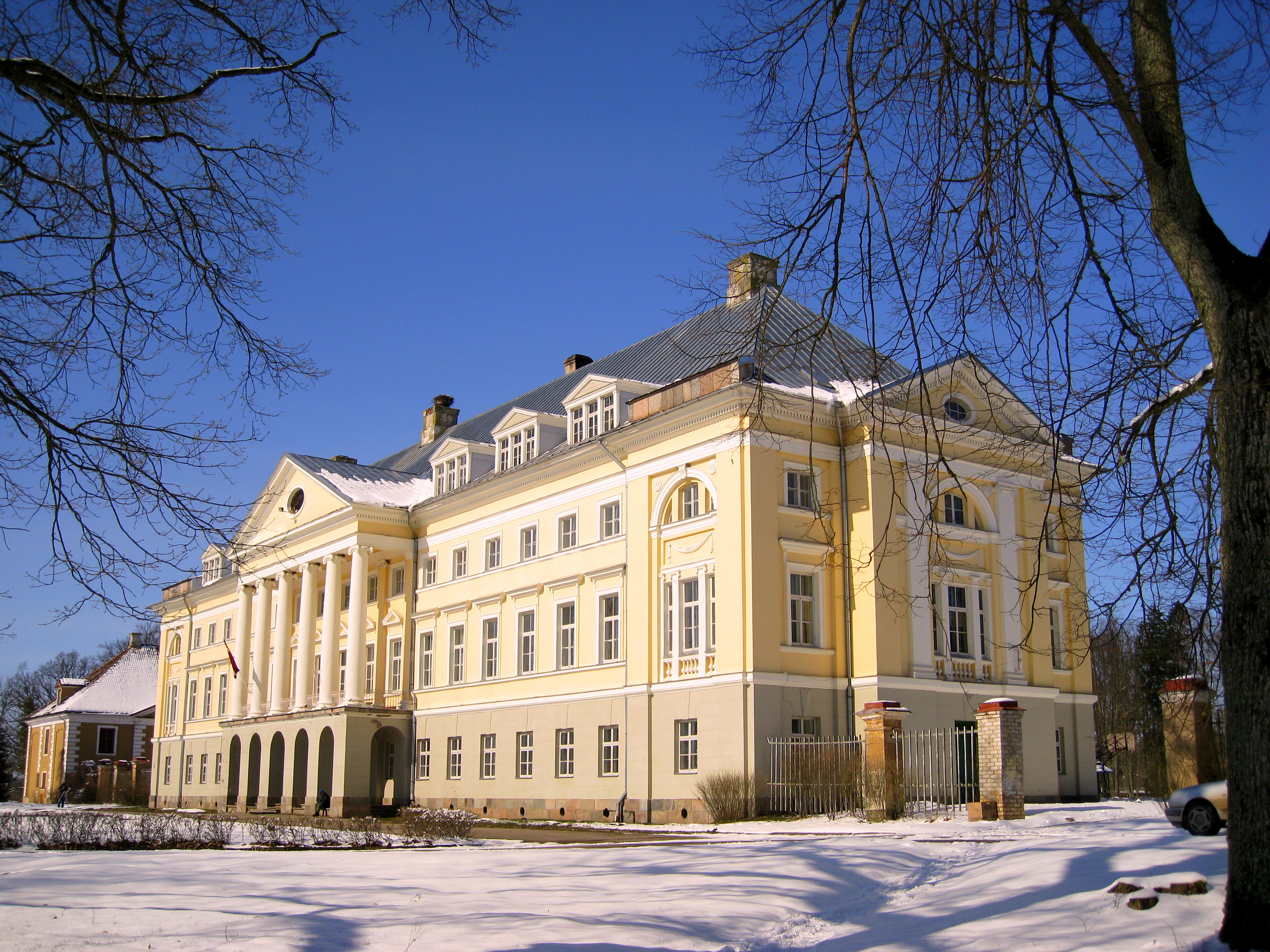
Katzdanga: Schloss Katzdangen, erbaut 1800–1804
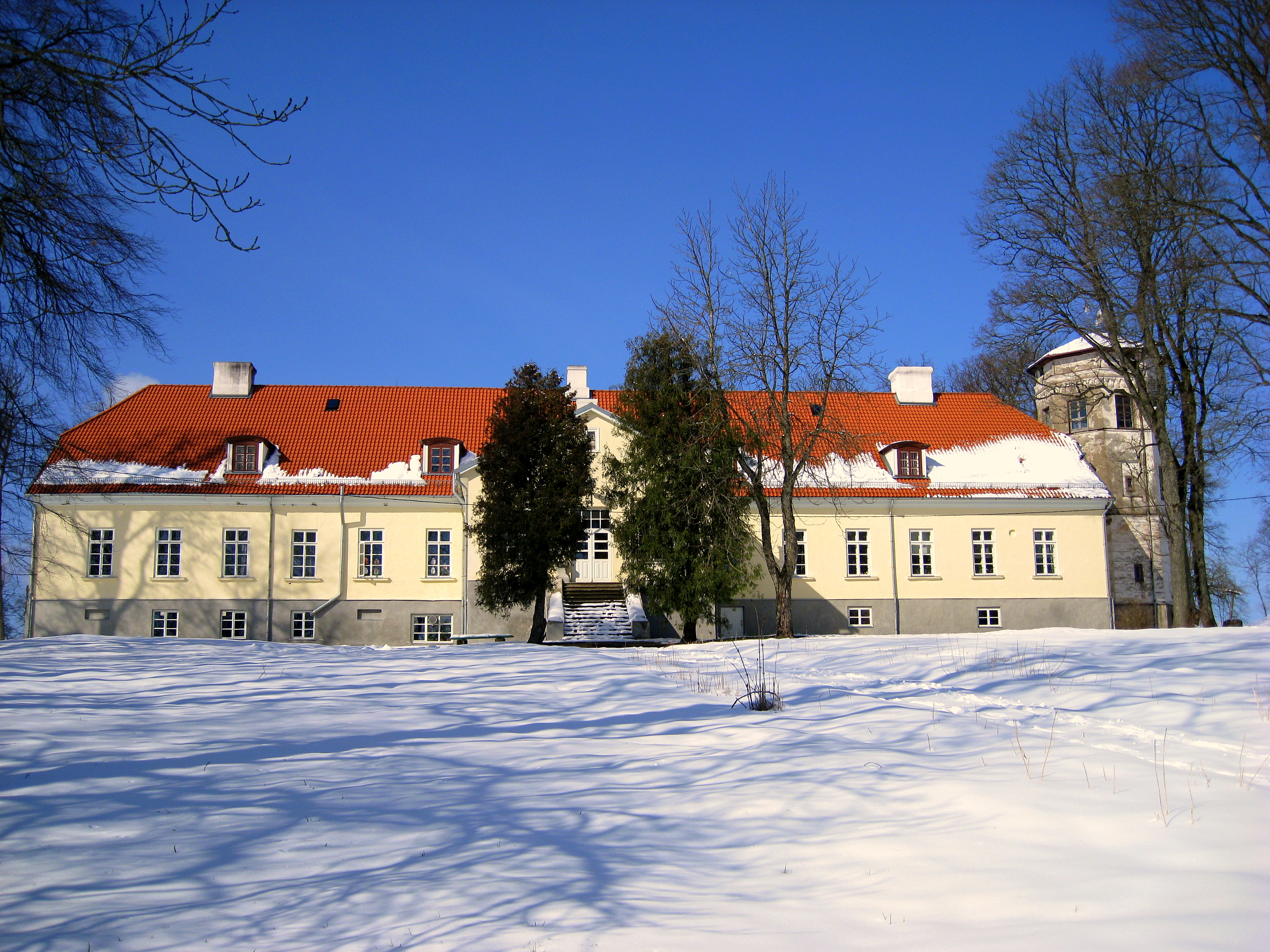
Apriķi (Gemeinde Laža): Herrenhaus Apprikken, erbaut vor 1742, Turm aus der 2. Hälfte des 19. Jahrhunderts
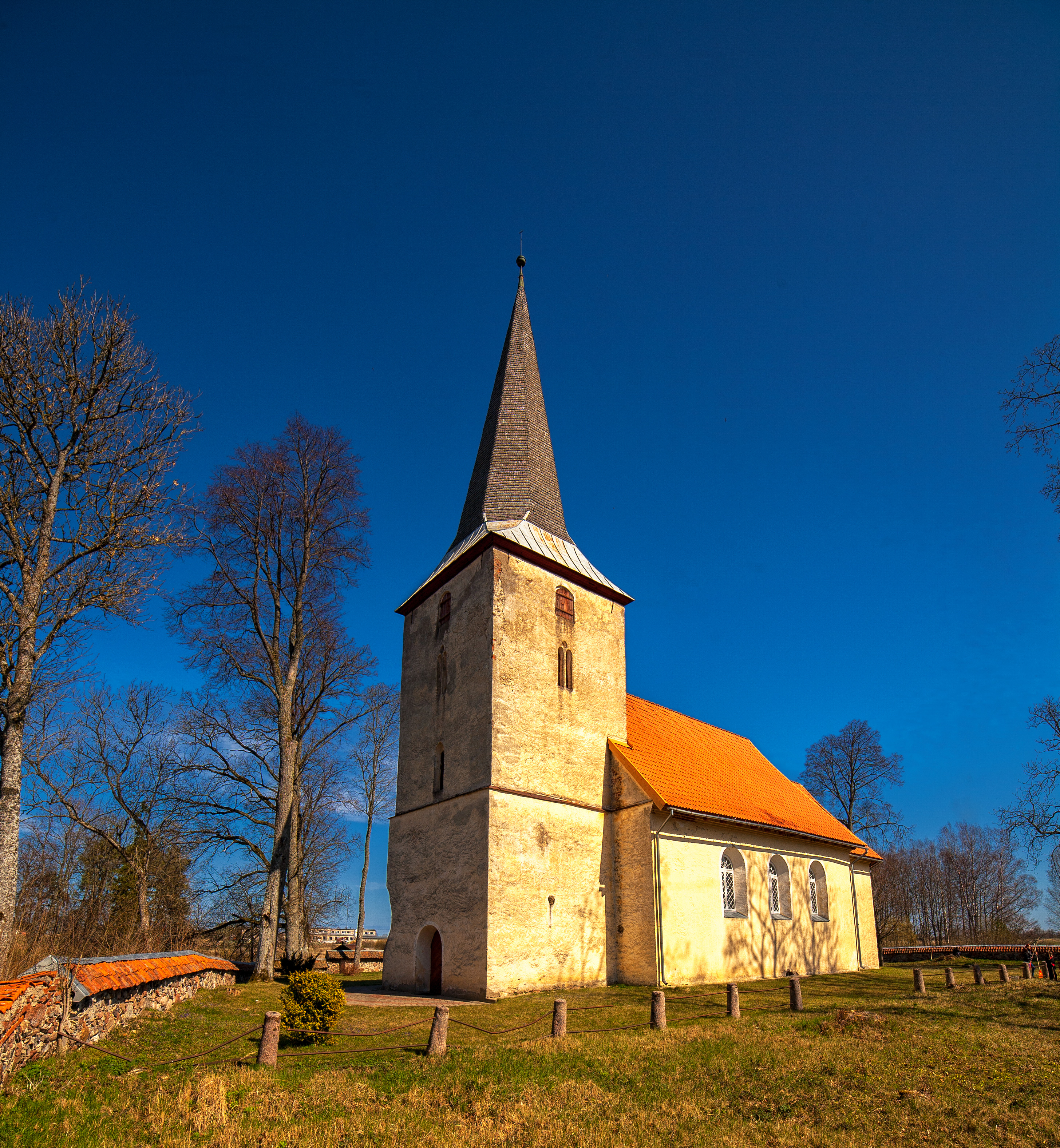
Apriķi (Gemeinde Laža): Lutherische Kirche, erbaut 1710
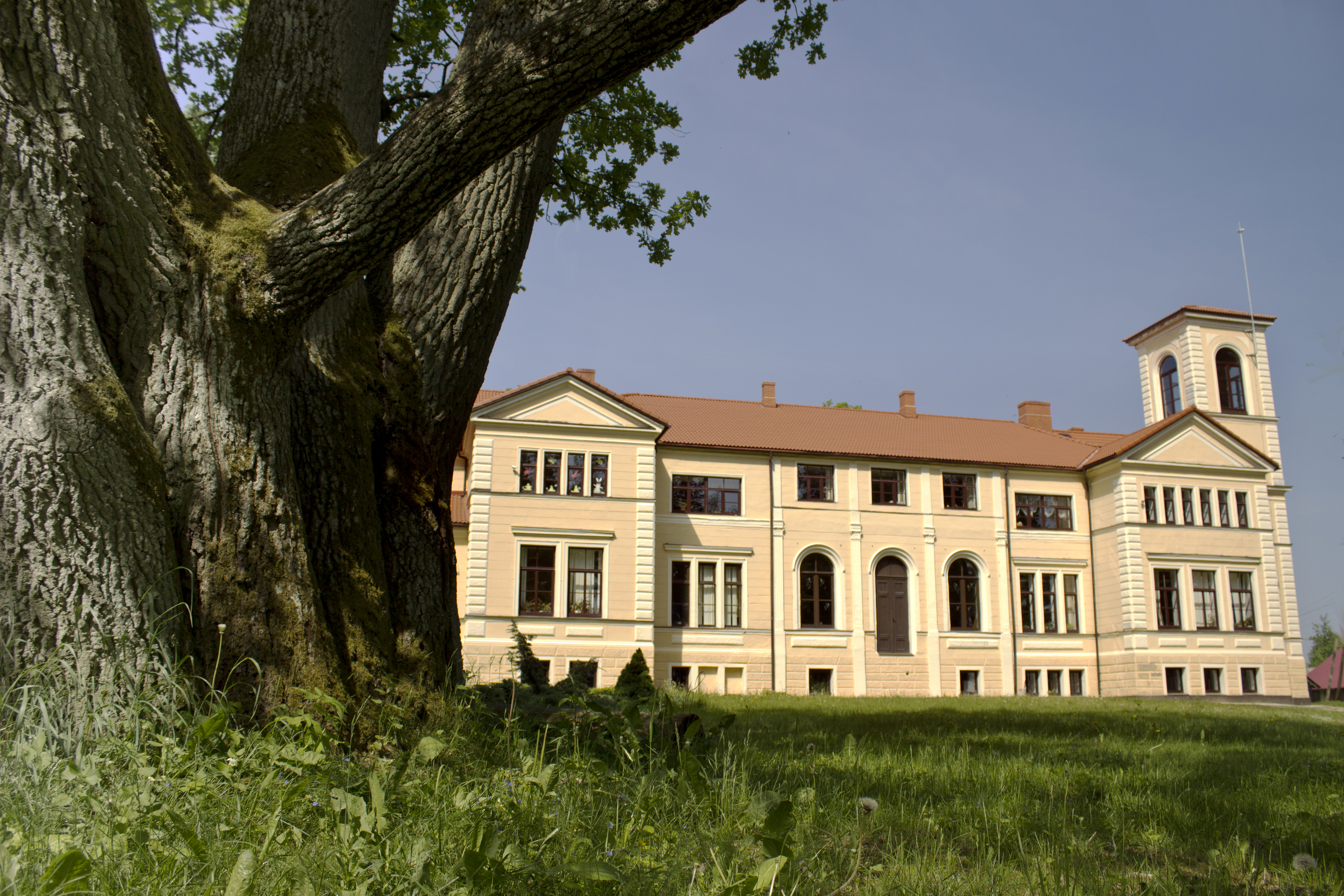
Padure (Gemeinde Laža): Herrenhaus Paddern, erbaut 1871

## Nachweise
1. ↑  Vides aizsardzības un reģionālās attīstības ministrija (Ministerium für Naturschutz und Regionalentwicklung), Karten und Auflistung der Verwaltungseinheiten, abgerufen am 17. Juli 2021
2. ↑  Centrālā statistikas pārvalde (Statistisches Amt der Republik Lettland): Demogrāfija 2020. Riga 2020, ISBN 978-9984-06-551-9, S. 15 (Stand: 1. Januar 2020).
3. ↑  https://kulturasdati.lv/lv/kulturvesturiskas-vietas/boju-muiza#
4. ↑  https://www.zudusilatvija.lv/objects/object/1518/
5. ↑  https://www.redzet.eu/photo/dzerves-muizas-parks-V-158-20
6. ↑  https://www.vietas.lv/objekts/apriku_evaneliski_luteriska_baznica/
7. ↑  https://www.redzet.eu/photo/lazas-padures-muizas-pils-V-459-19